# Hajimete no Keiken
Singles de Erina Mano
Otome no Inori
(2009) Sekai wa Summer Party
(2009)
Hajimete no Keiken (はじめての経験) est le 2e single "major" (et 5e single au total) de la chanteuse japonaise Erina Mano (真野恵里菜), sorti en 2009.

## Présentation
Le single est sorti le 20 mai 2009 au Japon sous le label hachama, dans le cadre du Hello! Project. Il atteint la 6e place du classement Oricon, et reste classé pendant 5 semaines, pour un total de 24 721 exemplaires vendus durant cette période. Il sort également dans trois éditions limitées avec des pochettes différentes, notées "A" avec en supplément un DVD, "B" avec un mini-livret de photo, et "C" avec un ticket pour une représentation. Le single sort aussi au format "single V" (DVD) deux semaines après. Une édition spéciale "event V" (DVD) est vendue lors de représentations.
Les deux chansons du single sont écrites par Yoshiko Miura (三浦徳子), composées par KAN, et produites et arrangées par Taisei. Seule la chanson-titre figurera sur l'album Friends qui sortira en fin d'année. Elle sert de thème musical à deux programmes de la chaine de télévision TBS : l'émission Megadeji, et le drama Koisuru Seiza dont Erina Mano est la vedette. Six membres du Hello! Pro Egg (Momoka Komine, Ayaka Wada, Yuuka Maeda, Kanon Fukuda, Azusa Sekine et Saki Ogawa) accompagnent la chanteuse comme danseuses dans le clip vidéo de la chanson et lors de certaines interprétations scéniques.

## Liste des titres
Single CD
1. Hajimete no Keiken (はじめての経験?)  – 03:54
2. Nakimushi · Yowamushi (ナキムシ・ヨワムシ?) – 03:46
3. Hajimete no Keiken (Instrumental) (はじめての経験…?) – 03:51

DVD de l'édition limitée "A"
1. Hajimete no Keiken (Piano Ver.) (はじめての経験…?)

DVD de l'édition limitée "event V"
1. Hajimete no Keiken (Close-up Ver.) (はじめての経験…?)
2. Hajimete no Keiken (One Shot Dance Ver.) (はじめての経験…?)
3. Hajimete no Keiken (Making Photo Collection) (はじめての経験…?)

Single V (DVD)
1. Hajimete no Keiken (はじめての経験?)
2. Hajimete no Keiken (Dance Shot Ver.) (はじめての経験…?)
3. Making of (メイキング映像?)